# Atsushi Ichimura
Atsushi Ichimura (市村 篤司 Ichimura Atsushi?), född 18 november 1984 i Hokkaido prefektur, är en japansk fotbollsspelare.
Ichimura började sin karriär 2003 i Consadole Sapporo. Efter Consadole Sapporo spelade han för Roasso Kumamoto, Yokohama FC och Kamatamare Sanuki. Han avslutade karriären 2019.